# Paalkampeerterrein
Een paalkampeerterrein is een kampeerterreintje waar legaal en gratis mag worden gekampeerd. In België zijn er momenteel een 60-tal van deze bivakzones. In Nederland beheerde Staatsbosbeheer zeventien paalkampeerterreinen, maar hebben die in 2020 naar aanleiding van de coronapandemie tijdelijk gesloten en besloten eind mei van dat jaar om het beheer definitief stop te zetten.

## Voorzieningen
Veel locaties hebben een grondwaterpomp, maar deze werkt niet gedurende het hele jaar en het water is niet drinkbaar. Vuur maken is er meestal verboden. Enkele locaties hebben houten zitbankjes of een horizontaal platform om een tent op te zetten. Een aantal locaties heeft helemaal geen voorzieningen, er staat dan slechts een paal met daarop de regels voor het wildkamperen in de directe omgeving van de paal.

## Ligging
Paalkampeerterreinen zijn doorgaans niet of slecht per auto te bereiken. Ze bevinden zich meestal aan of nabij GR-pad of LF-route. Zo ligt de paalkampeerlocatie van het Nationaal Park Sallandse Heuvelrug langs het Pieterpad. Langs het Twentepad ligt een aantal paalkampeerterreinen die niet van Staatsbosbeheer zijn (zie bij Externe links). Hierdoor kan de volledige route van het Twentepad wildkamperend worden afgelegd.

## In andere landen
Ook in andere landen zijn er paalkampeerplaatsen of soortgelijke initiatieven. 
In Denemarken zijn er 275 stukken bos waar men vrij mag kamperen (Fri teltning), ca. 500 primitieve overnachtingsplekken met een shelter of andere beperkte voorzieningen (Primitive overnatningspladser og shelters) en ca. 130 kampeerplaatsen voor georganiseerde groepen (Lejrpladser).
In Noorwegen, Zweden en Finland mag op grond van het allemansrecht op veel plaatsen in de natuur voor een nacht gekampeerd worden. In beschermde natuurgebieden is kamperen soms alleen toegestaan op aangewezen locaties, die dan ook voorzien kunnen zijn van enkele faciliteiten zoals een vuurplaats, afdak en/of composttoilet.
In Polen is kamperen met maximaal 9 personen voor 2 nachten toegestaan in 6000 km2 online op de kaart aangewezen stukken staatsbos zonder voorzieningen.
In sommige landen is wildkamperen formeel verboden maar wordt het wel gedoogd.

## Afbeeldingen

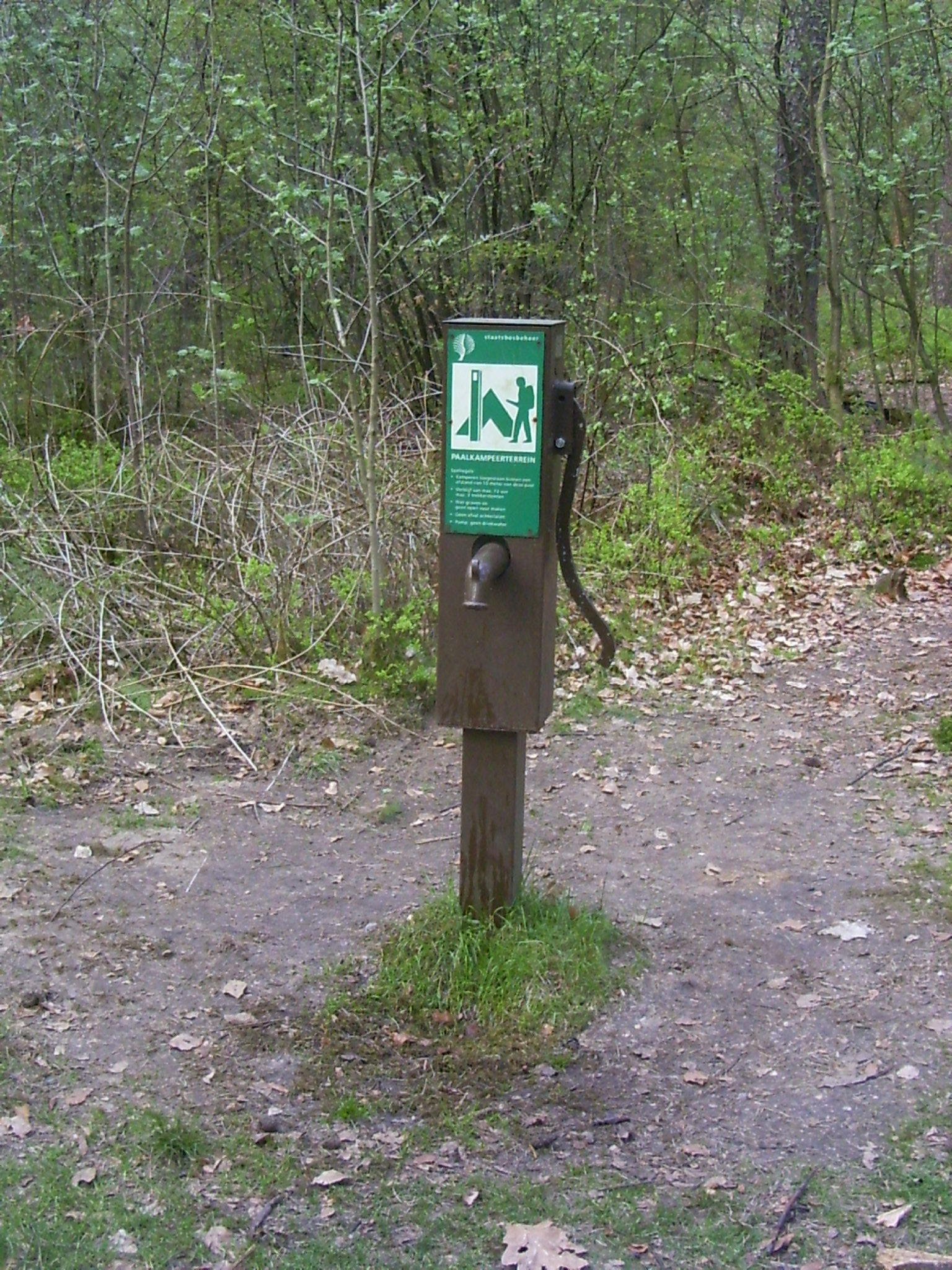
Paalkampeerterrein Austerlitz (opgeheven)
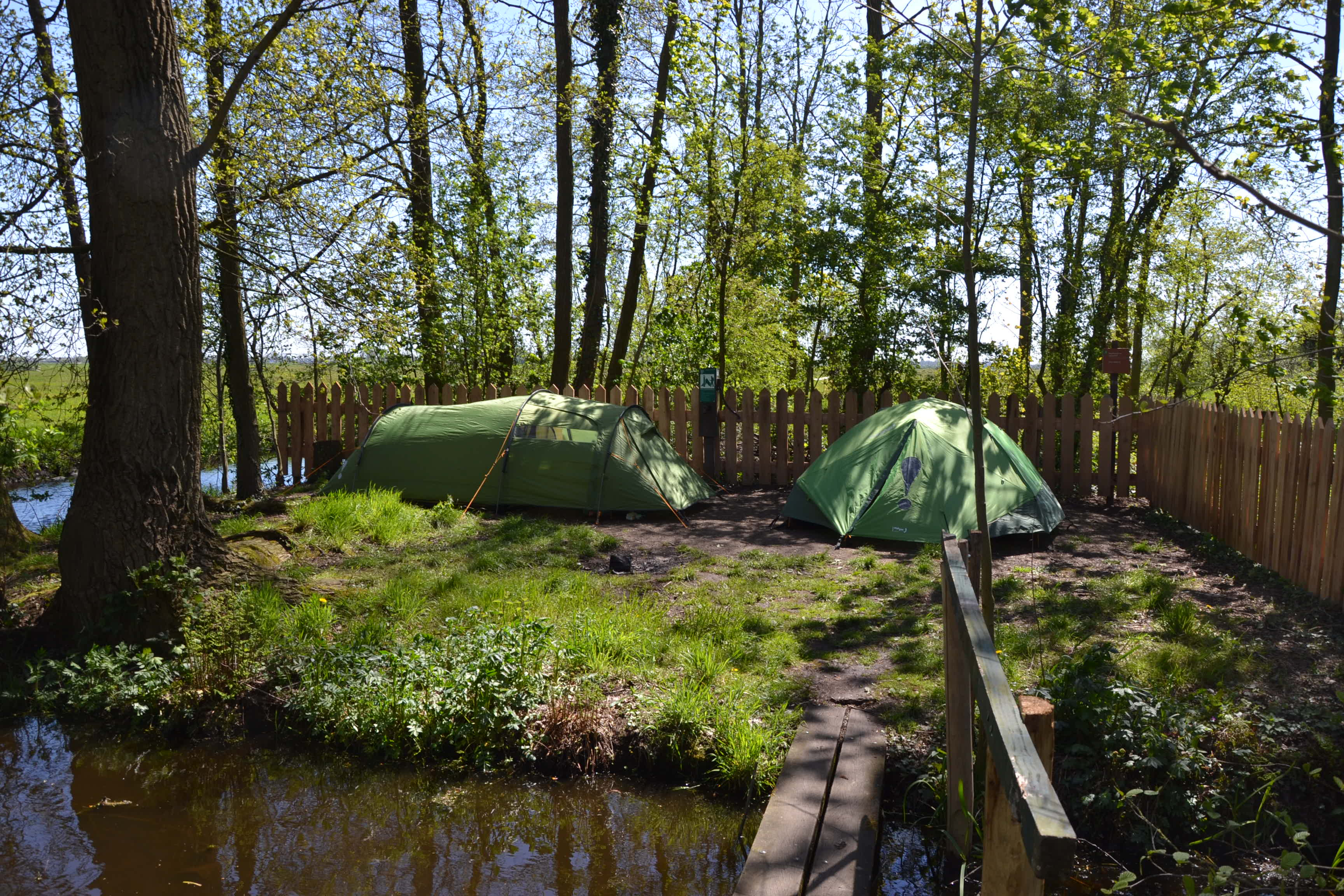
Paalkampeerterrein Donkse Laagten (opgeheven)
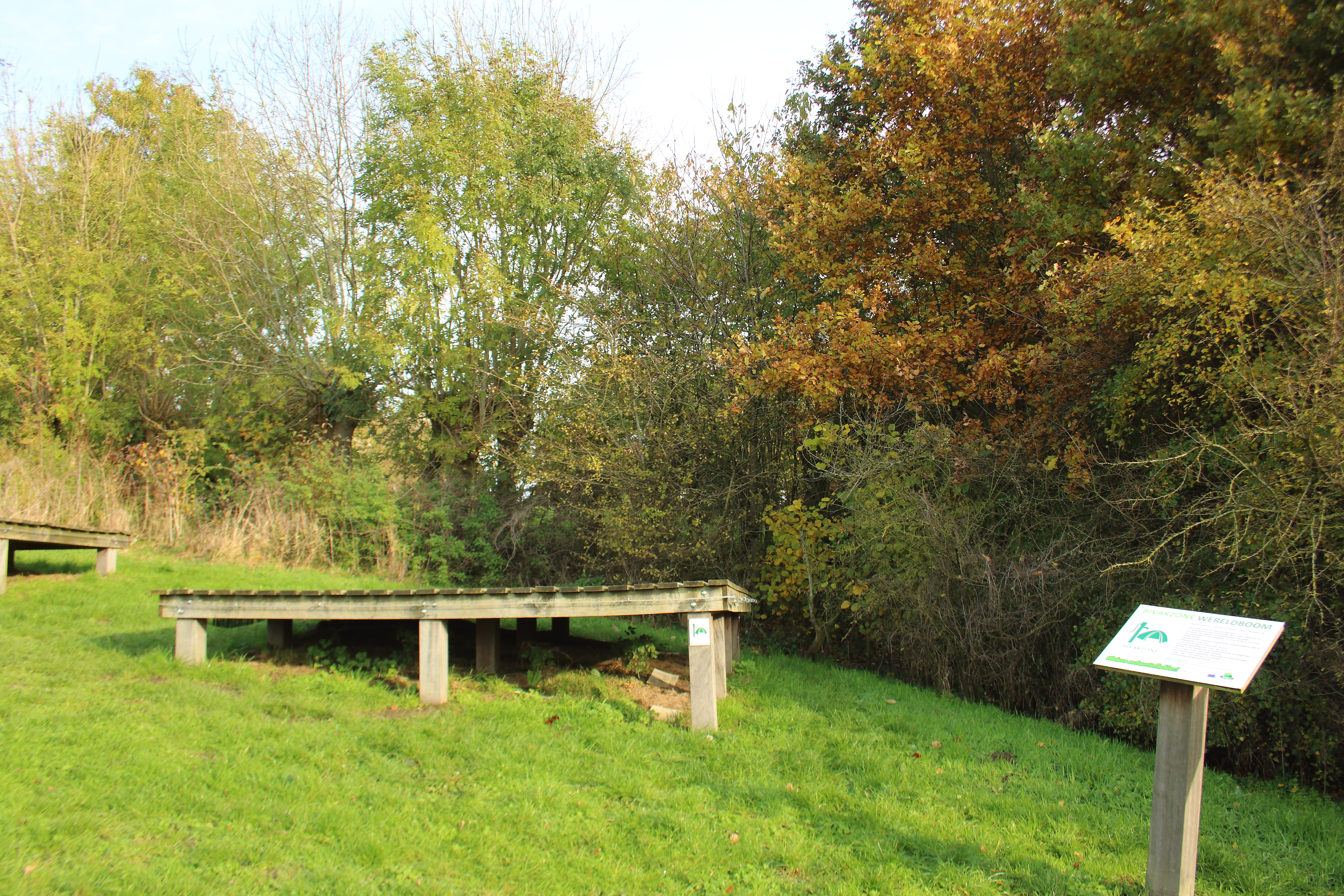
Bivakzone Wereldboom Horebeke in de Vlaamse Ardennen
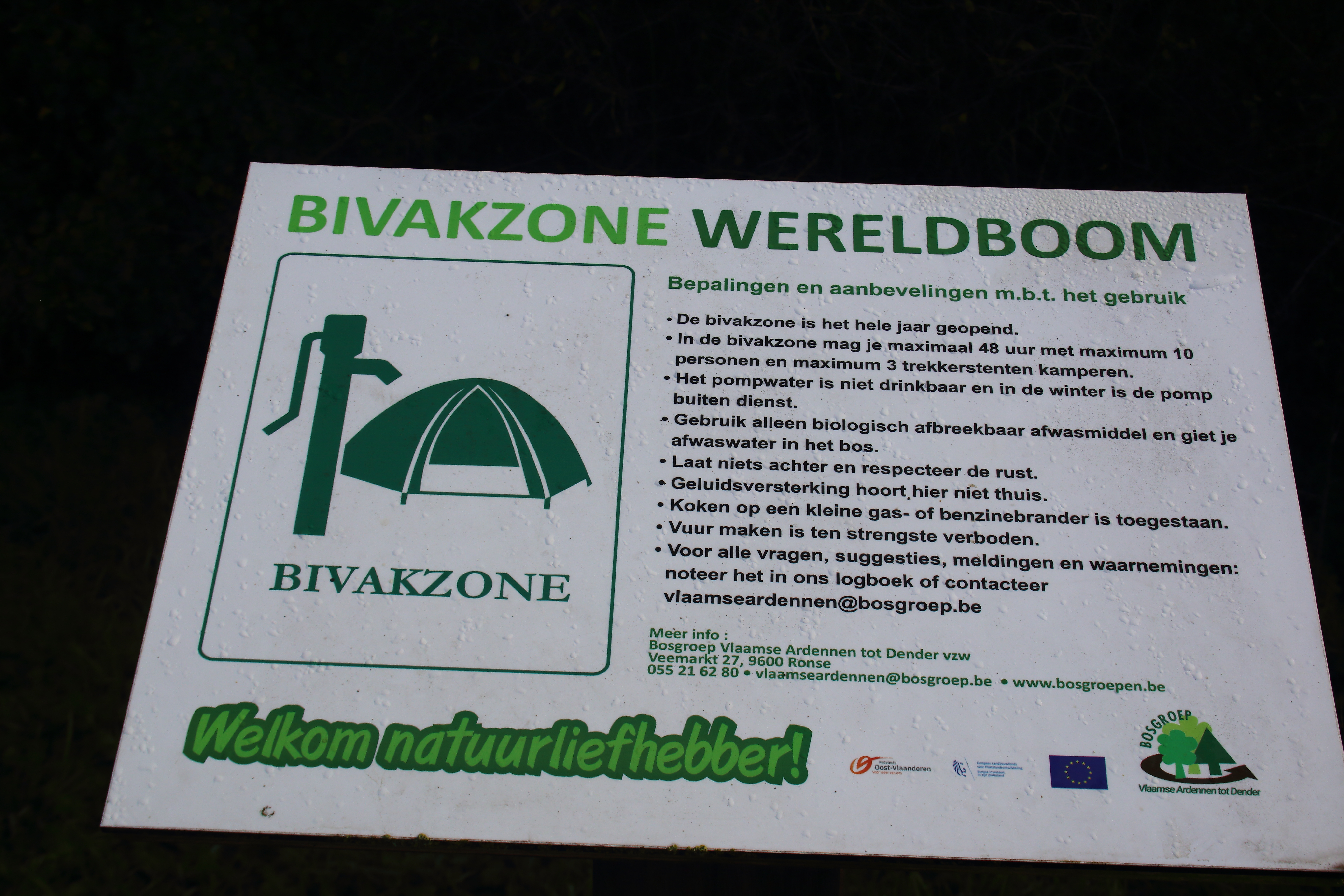
Bivakzone Wereldboom Horebeke in de Vlaamse Ardennen
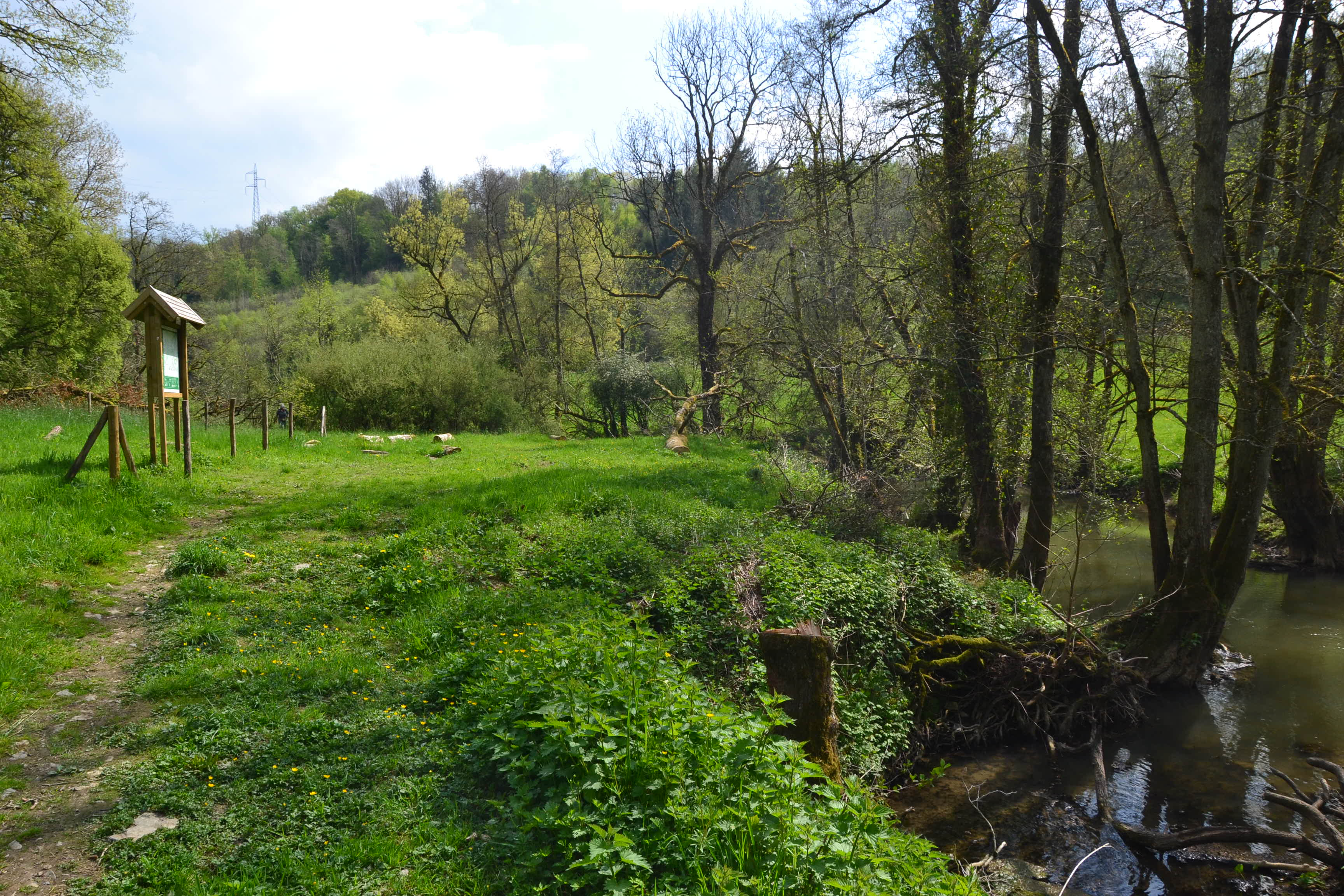
Bivakzone bij Soulme, Ardennen